# Philipp Grimm (Jurist)

Philipp Grimm als Würzburger Franke, 1881

Philipp Grimm (* 12. Februar 1860 in Würzburg; † 1930) war ein deutscher Rechtsanwalt, Notar und Manager.

## Leben
Nach dem Abitur in Würzburg studierte Philipp Grimm an den Universitäten Würzburg und Erlangen Rechtswissenschaften. 1881 wurde er Mitglied des Corps Franconia Würzburg. Nach dem Studium und Ablegen der Staatsexamina wurde er Anwalt und Notar in München.
Neben dieser Tätigkeit hatte Grimm zahlreiche Aufsichtsratsmandate inne. So war er Aufsichtsratsvorsitzender der Bayerischen Handelsbank, der München-Pasinger Terraingesellschaft, der Bayerischen Immobiliengesellschaft und der Bayerischer Hof W. Späth AG in Lindau. Er war außerdem stellvertretender Aufsichtsratsvorsitzender der Bayerischen Vereinsbank, der Vereinsbank in Nürnberg, der Diamalt AG, der F. Bruckmann AG und der Strumpfwarenfabrik Julius Gutmann in Memmingen. Weiterhin gehörte er den Aufsichtsräten der Gabriel und Joseph Sedlmayr Spaten-Franziskaner-Leistbräu AG, der Baumwollspinnerei Augsburg, der Zwirnerei- und Nähfadenfabrik Göppingen, der Buntweberei Fleißner AG in Münchberg und der donauländischen Kreditanstalt an.

## Auszeichnungen
- Ernennung zum Geheimen Justizrat
- Bayerischer Michael-Orden 3. Klasse
- König Ludwig-Kreuz
- Eisernes Kreuz II. Klasse
- Württembergisches Wilhelmskreuz mit Schwertern
- Prinzregent-Luitpold-Medaille
- König Ludwigs-Medaille für Industrie